# Ochowo
Ochowo (biał. Ахова; ros. Охово) – agromiasteczko na Białorusi, w obwodzie brzeskim, w rejonie pińskim, w sielsowiecie Ochowo.
Siedziba parafii prawosławnej pw. Narodzenia Matki Bożej.

## Historia
W XV w. król Polski Kazimierz IV Jagiellończyk nadał wieś franciszkanom pińskim. W 1758 ufundowali tu oni cerkiew unicką, w 1867, w ramach represji po powstaniu styczniowym, zamienioną na prawosławną. W 1924 budynek został zwrócony katolikom. Po II wojnie światowej ponownie przejęty przez Cerkiew prawosławną.
W dwudziestoleciu międzywojennym leżało w Polsce, w województwie poleskim, w powiecie pińskim, w gminie Żabczyce. Wieś była wówczas siedzibą rzymskokatolickiej parafii Świętej Trójcy, zanikłej w czasach komunizmu.
Po II wojnie światowej w granicach Związku Sowieckiego. Od 1991 w niepodległej Białorusi.